# Claude Giroux
Claude Giroux (ur. 12 stycznia 1988 w Hearst, Ontario) – kanadyjski hokeista, reprezentant Kanady.

## Kariera
- Cumberland Barons Maj. Bantam AA (2002–2003)
- Cumberland Barons Min. Midget AA (2003–2004)
- Gatineau Olympiques (2005–2008)
- Philadelphia Phantoms (2007, 2008–2009)
- Philadelphia Flyers (2009-2022)
  -  Eisbären Berlin (2012)
- Florida Panthers (2022-)

Wychowanek Hearst HLK. W latach 2005–2008 grał w klubie Gatineau Olympiques w lidze QMJHL/CHL i był jednym z najskuteczniejszych graczy (każdorazowo uzyskiwał w sezonach ponad 100 punktów w klasyfikacji kanadyjskiej). W drafcie NHL z 2006 został wybrany przez Philadelphia Flyers. Od września 2008 zawodnik tego klubu. W listopadzie 2010 przedłużył umowę z klubem o trzy lata. Od października 2012 na okres lokautu w sezonie NHL (2012/2013) związany kontraktem z niemieckim klubem Eisbären Berlin. Następnie powrócił do USA i rozegrał z drużyną sezon 2012/2013, a po jego zakończeniu, w lipcu 2013 przedłużył kontrakt z o osiem lat. Od 2013 był kapitanem drużyny. W marcu 2022 został przetransferowany do Florida Panthers.
Uczestniczył w turniejach mistrzostw świata 2013, 2015, 2017 (w 2017 kapitan), Pucharu Świata 2016.

## Sukcesy

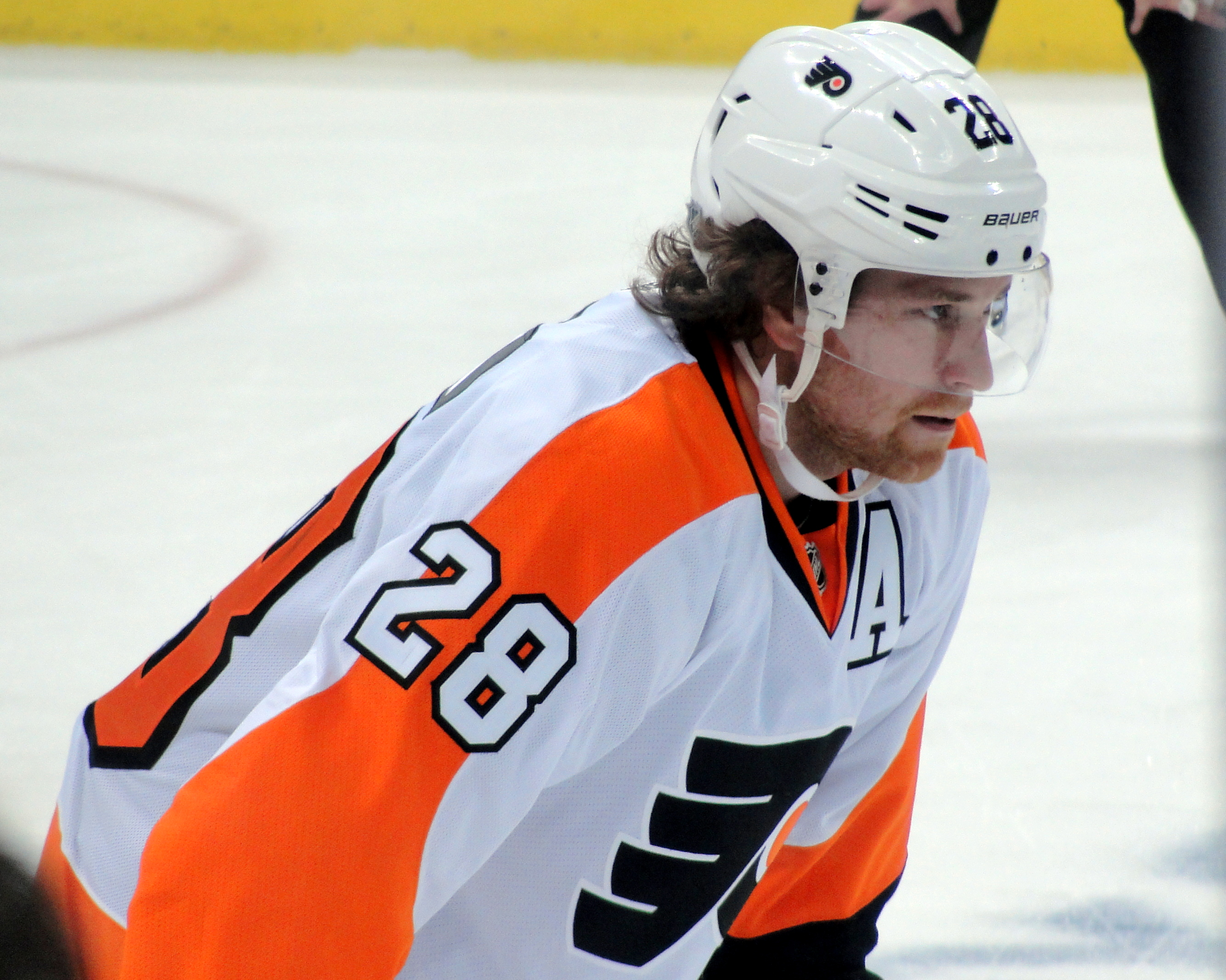
Claude Giroux w barwach Philadelphia Flyers (2012)

Reprezentacyjne
- Złoty medal mistrzostw świata juniorów do lat 20: 2008
- Złoty medal mistrzostw świata: 2015
- Puchar Świata: 2016
- Srebrny medal mistrzostw świata: 2017

Klubowe
- Coupe du Président – mistrzostwo QMJHL: 2008 z Gatineau Olympiques
- Mistrz dywizji NHL: 2011 z Philadelphia Flyers
- Mistrz konferencji: 2010 z Philadelphia Flyers
- Prince of Wales Trophy: 2010 z Philadelphia Flyers

Indywidualne
- Najlepszy pierwszoroczniak sezonu CJHL: 2005
- QMJHL i CHL 2005/2006:
  - Skład gwiazd pierwszoroczniaków QMJHL
  - Skład gwiazd pierwszoroczniaków CHL
  - CHL Top Prospects Game
- QMJHL 2006/2007:
  - Czwarte miejsce w klasyfikacji kanadyjskiej w sezonie zasadniczym: 112 punktów
- QMJHL i CHL 2007/2008:
  - Drugie miejsce w klasyfikacji kasystentów w sezonie zasadniczym: 68 asyst
  - Drugie miejsce w klasyfikacji kanadyjskiej w sezonie zasadniczym: 106 punktów
  - Pierwszy skład gwiazd QMJHL
  - Pierwszy skład gwiazd CHL
  - Trophée Guy Lafleur – Najbardziej Wartościowy Zawodnik (MVP) w fazie play-off QMJHL
- NHL (2010/2011):
  - NHL All-Star Game
- NHL (2011/2012):
  - NHL All-Star Game
  - Drugie miejsce w klasyfikacji asystentów w sezonie zasadniczym: 65 asyst
  - Trzecie miejsce w klasyfikacji kanadyjskiej w sezonie zasadniczym: 93 punktów
  - Pierwsze miejsce w klasyfikacji strzelców w fazie play-off: 8 goli
- NHL (2013/2014):
  - Trzecia gwiazda miesiąca - marzec 2014
  - Czwarte miejsce w klasyfikacji strzelców w sezonie zasadniczym: 58 asyst
  - Trzecie miejsce w klasyfikacji kanadyjskiej sezonu zasadniczego: 86 punktów
- Mistrzostwa Świata w Hokeju na Lodzie 2015/Elita:
  - Piąte miejsce w klasyfikacji +/- turnieju: +11[5]
  - jeden z trzech najlepszych zawodników reprezentacji na turnieju[6]
- Występ w Meczu Gwiazd w sezonie  2017–2018